# Huperzia chinensis
Huperzia chinensis là một loài thực vật có mạch trong Họ Thạch tùng. Loài này được (H. Christ) Ching mô tả khoa học đầu tiên năm 1983.